# Oderwiesen nördlich Frankfurt (Oder)

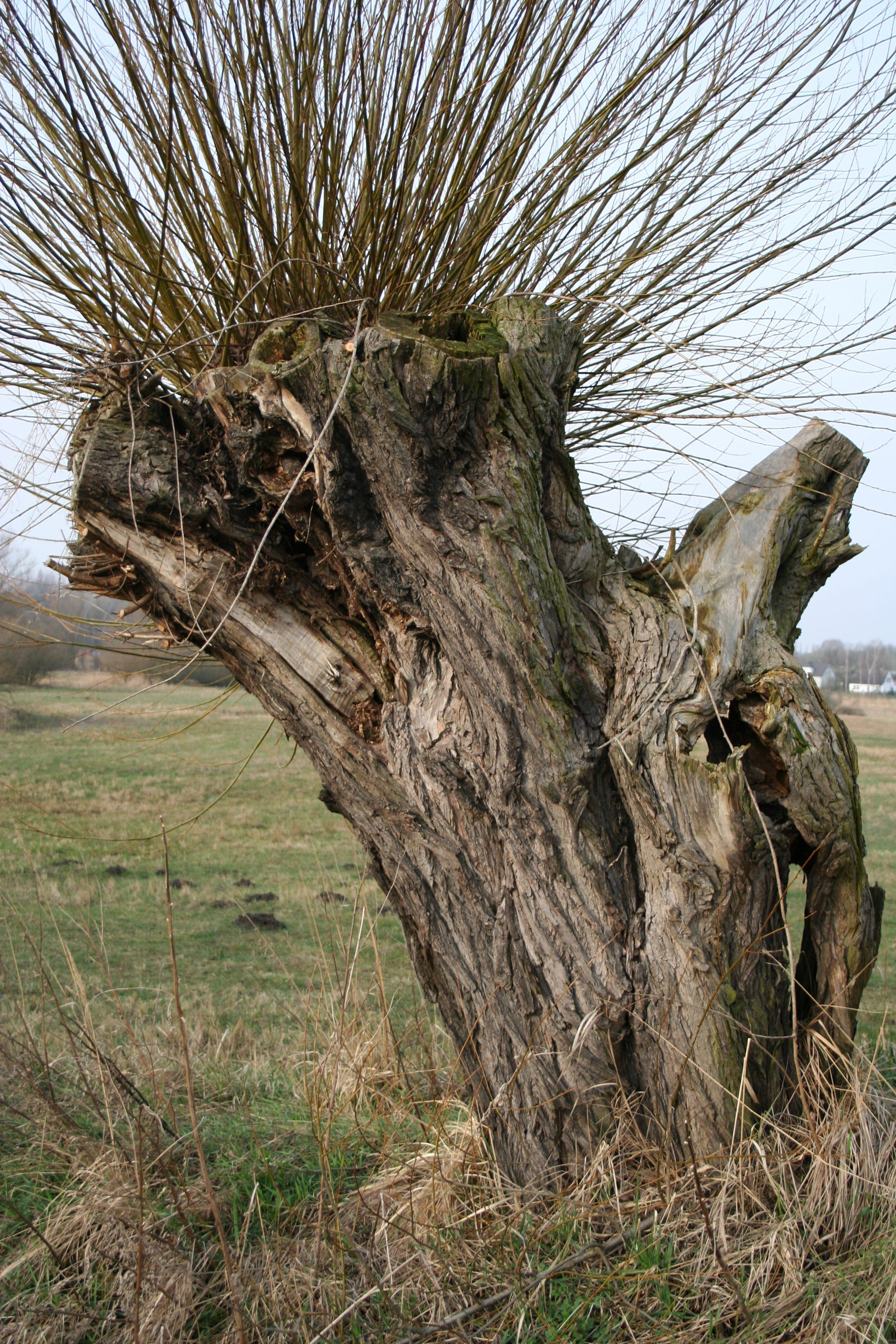
Wierzba na terenie Oderwiesen nördlich Frankfurt (Oder)

Oderwiesen nördlich Frankfurt (Oder) albo inaczej Nördliche Oderwiesen Frankfurt (Oder) – rezerwat przyrody w północno-wschodniej części Frankfurtu nad Odrą, w dzielnicy Kliestow, na obszarze nadodrzańskich terenów zalewowych.
Jego powierzchnia wynosi 220,45 ha. Znajduje się na wysokości polskiej wsi Nowy Lubusz oraz Osiedla Krasińskiego w Słubicach.